# أولاد سي امحمد (عين ابلال)
أولاد سي امحمد هو دُوَّار يقع بجماعة عين بلال، إقليم سطات، جهة الدار البيضاء سطات في المملكة المغربية. ينتمي الدوّار لمشيخة عين ابلال التي تضم 10 دواوير. يقدر عدد سكانه بـ 1070 نسمة حسب الإحصاء الرسمي للسكان والسكنى لسنة 2004.

## روابط خارجية
- البوابة الوطنية للجماعات الترابية
- المندوبية السامية للتخطيط